# Égriselles-le-Bocage
Egriselles-le-Bocage – miejscowość i gmina we Francji, w regionie Burgundia-Franche-Comté, w departamencie Yonne.
Według danych na rok 1990 gminę zamieszkiwało 768 osób, a gęstość zaludnienia wynosiła 32 osoby/km² (wśród 2044 gmin Burgundii Egriselles-le-Bocage plasuje się na 309. miejscu pod względem liczby ludności, natomiast pod względem powierzchni na miejscu 311.).